# Al toque de clarín

Al toque de clarín  es una película de Argentina dirigida por Orestes Caviglia según el guion de Florencio Chiarello sobre la obra teatral Los millones de Lozano de André Movezy Vercourt y Bever adaptada por Francisco J. Bolla que se estrenó el 16 de julio de 1941 y que tuvo como protagonistas a Rafael Buono, Iris Portillo, Salvador Striano y Pepita Muñoz.

## Sinopsis
Un capitán retirado del ejército maneja una granja con métodos militares.

## Reparto
- Rafael Buono
- Salvador Striano
- Ramón Garay
- Enrique Giacovino
- Pepita Muñoz
- José Antonio Paonessa
- Mary Parets
- Iris Portillo
- Oscar Soldati

## Comentarios
Manrupe y Portela describen el filme como “el extraordinario y hoy olvidado éxito radial del dúo protagonista en su traslación al cine. Sólo eso” y El Heraldo del Cinematografista dijo que 

”La endeble trama central es meropretexto para la intercalación de los eficaces chistes.”